# António Maria Mpassa
António Maria Mpassa (Cabinda, 17 de Junho de 1952) é um historiador e político angolano, deputado à Assembleia Nacional de 1992 a 2008 pela bancada parlamentar do MPLA (Movimento Popular de Libertação de Angola).
Membro da Comissão de Relações Exteriores e Comunidades Angolanas no Estrangeiro, onde desempenhou as funções de Coordenador da Sub-comissão de Relações Exteriores e 2º Secretário. 
Professor de profissão, é mestre em ensino de História da África pelo Instituto Superior de Ciências da Educação de Luanda.